# Gornja Dubnica (Podujevo)
Pour les articles homonymes, voir Gornja Dubnica.
Dumnicë e Epërme en albanais et Gornja Dubnica en serbe latin (en serbe cyrillique : Горња Дубница) est une localité du Kosovo située dans la commune/municipalité de Podujevë/Podujevo, district de Pristina (Kosovo) ou district de Kosovo (Serbie). Selon le recensement kosovar de 2011, elle compte 497 habitants, dont 496 Albanais.

## Démographie

### Évolution historique de la population dans la localité
| 1948 | 1953 | 1961 | 1971 | 1981 | 1991 | 2011 |
| ---- | ---- | ---- | ---- | ---- | ---- | ---- |
| 460  | 511  | 643  | 830  | 844  | 897  | 497  |

|  |